# Anna Balaguer i Prunés
Anna Balaguer i Prunés   (Manresa, 1950) és una historiadora, numismàtica i museòloga catalana. Ha col·laborat durant anys en publicacions com “Gaceta numismática” i “Acta numismàtica”.
Ha escrit Las emisiones transicionales árabe-musulmanas de Hispania (1976), Corpus de la moneda catalana comtal (1979), Troballa de monedes comtals a Òrrius(1983), Història de la moneda catalana (1986), Del mancús a la dobla. Or i paries d'Hispània (1993) i Història de la moneda dels comtats catalans (1999).